# Kenzo Simons
Kenzo Simons (Paramaribo, 13 april 2001) is een voor Nederland uitkomende zwemmer van Surinaamse afkomst, gespecialiseerd in de 50 meter vrije slag en vlinderslag. Hij heeft getraind onder leiding van Ricky Haarloo, Harvey Bang A Foe, Rob Schut, Kees Robbertsen en Mark Faber. Simons maakte zijn debuut in een groot internationaal toernooi tijdens de Europese kampioenschappen zwemmen 2020 in Boedapest. Tijdens de Europese kampioenschappen kortebaanzwemmen 2021 won hij met de Nederlandse estafetteploeg het goud op de 4x50 meter vrije slag in een nieuw Nederlands record. Simons heeft zich gekwalificeerd om namens Nederland deel te nemen aan de Olympische Zomerspelen 2024.

## Resultaten

### Internationale toernooien
| Jaar | Olympische Spelen                         | WK langebaan                                  | WK kortebaan                                  | EK langebaan                              | EK kortebaan |                                           |
| ---- | ----------------------------------------- | --------------------------------------------- | --------------------------------------------- | ----------------------------------------- | --- | ----------------------------------------- |
| 2020 | Geen toernooien vanwege de coronapandemie | Geen toernooien vanwege de coronapandemie     | Geen toernooien vanwege de coronapandemie     | Geen toernooien vanwege de coronapandemie | Geen toernooien vanwege de coronapandemie                                                                            | Geen toernooien vanwege de coronapandemie |
| 2021 | geen deelname                             |                                               | 4x50m vrije slag gemengd* · 4x50m vrije slag  | geen deelname                             | 4x50m vrije slag · 4x50m vrije slag gemengd*                                                                         |                                           |
| 2022 |                                           | geen deelname                                 | 4x50m vrije slag · 4×50m vrije slag gemengd · | geen deelname                             | |                                           |
| 2023 |                                           | 11e 50m vrije slag 12e 4×100 meter vrije slag |                                               |                                           | 12e 50m vrije slag · 4e 4x50m vrije slag · 4x50m wisselslag · 4e 4x50m vrije slag gemengd · 4x50m wisselslag gemengd |                                           |
| 2024 | 27e 50m vrije slag                        | 6e 50m vrije slag                             | 10 december - 15 december                     | 10 juni - 23 juni                         | |                                           |

 *) Simons zwom alleen de series.

## Persoonlijke records
Bijgewerkt t/m 16 februari 2024 
Kortebaan
| Afstand          | Tijd  | Datum            | Plaats    |
| ---------------- | ----- | ---------------- | --------- |
| 50m vrije slag   | 20,98 | 22 december 2019 | Tilburg   |
| 100m vrije slag  | 47,23 | 21 december 2019 | Tilburg   |
| 50m vlinderslag  | 22,97 | 4 juli 2021      | Amsterdam |
| 100m vlinderslag | 53,87 | 17 december 2020 | Amsterdam |

Langebaan
| Afstand          | Tijd    | Datum            | Plaats      |
| ---------------- | ------- | ---------------- | ----------- |
| 50m vrije slag   | 21,73   | 16 februari 2024 | Doha        |
| 100m vrije slag  | 49,40   | 8 april 2023     | Eindhoven   |
| 50m vlinderslag  | 22,97   | 4 juli 2021      | Amsterdam   |
| 100m vlinderslag | 1.01,39 | 22 maart 2016    | Le Lamentin |